# Lemat Katětova
Lemat Katětova – twierdzenie dotyczące kombinatoryki zbiorów nieskończonych udowodnione w 1967 roku przez Miroslava Katětova. Lemat Katětova bywa wykorzystywany do dowodu słabej antysymetrii porządku Rudin-Keislera.

## Twierdzenie
Niech {\displaystyle \kappa } będzie nieskończoną liczbą kardynalną. Dla każdej funkcji {\displaystyle f\colon \kappa \to \kappa } istnieją takie zbiory parami rozłączne {\displaystyle A_{1},A_{2},A_{3},A_{4}\subseteq \kappa ,} że
{\displaystyle A_{1}\cup A_{2}\cup A_{3}\cup A_{4}=\kappa }
oraz dla każdego {\displaystyle i<4}
{\displaystyle f[A_{i}]\cap A_{i}=\varnothing ,}
a ponadto
{\displaystyle f(\alpha )=\alpha }
dla każdego {\displaystyle \alpha \in A_{4}.}